# Maxwell (Rapper)/Diskografie
Diese Diskografie ist eine Übersicht über die musikalischen Werke des deutschen Rappers Maxwell. Den Schallplattenauszeichnungen zufolge hat er bisher mehr als 3,9 Millionen Tonträger verkauft. Seine erfolgreichste Veröffentlichung ist die Single Ohne mein Team mit mehr als 1.615.000 verkauften Einheiten. Die Single verkaufte sich alleine in Deutschland über 1,6 Millionen Mal, damit zählt sie zu den meistverkauften Singles in Deutschland.

## Alben

### Studioalben
| Jahr | Titel Musiklabel                   | Höchstplatzierung, Gesamtwochen, AuszeichnungChartplatzierungen (Jahr, Titel, Musiklabel, Platzierungen, Wochen, Auszeichnungen, Anmerkungen) | Höchstplatzierung, Gesamtwochen, AuszeichnungChartplatzierungen (Jahr, Titel, Musiklabel, Platzierungen, Wochen, Auszeichnungen, Anmerkungen) | Höchstplatzierung, Gesamtwochen, AuszeichnungChartplatzierungen (Jahr, Titel, Musiklabel, Platzierungen, Wochen, Auszeichnungen, Anmerkungen) | Anmerkungen                          |
| Jahr | Titel Musiklabel                   | DE | AT | CH | Anmerkungen                          |
| ---- | ---------------------------------- | --- | --- | --- | ------------------------------------ |
| 2017 | Kohldampf Auf!Keinen!Fall! (UMG)   | DE2 (10 Wo.)DE | AT3 (2 Wo.)AT | CH10 (2 Wo.)CH | Erstveröffentlichung: 24. März 2017  |
| 2022 | Kein Plan Chapter ONE (UMG)        | DE4 (4 Wo.)DE | AT9 (2 Wo.)AT | CH9 (2 Wo.)CH | Erstveröffentlichung: 26. Mai 2022   |
| 2025 | Drunter & drüber Chapter ONE (UMG) | DE9 (… Wo.)DE | AT11 (… Wo.)AT | CH28 (… Wo.)CH | Erstveröffentlichung: 7. August 2025 |

### Kollaboalben
| Jahr | Titel Musiklabel                    | Höchstplatzierung, Gesamtwochen, AuszeichnungChartplatzierungen (Jahr, Titel, Musiklabel, Platzierungen, Wochen, Auszeichnungen, Anmerkungen) | Höchstplatzierung, Gesamtwochen, AuszeichnungChartplatzierungen (Jahr, Titel, Musiklabel, Platzierungen, Wochen, Auszeichnungen, Anmerkungen) | Höchstplatzierung, Gesamtwochen, AuszeichnungChartplatzierungen (Jahr, Titel, Musiklabel, Platzierungen, Wochen, Auszeichnungen, Anmerkungen) | Anmerkungen                                     |
| Jahr | Titel Musiklabel                    | DE | AT | CH | Anmerkungen                                     |
| ---- | ----------------------------------- | --- | --- | --- | ----------------------------------------------- |
| 2015 | Obststand Auf!Keinen!Fall! (UMG)    | DE5 (4 Wo.)DE | AT36 (1 Wo.)AT | CH12 (1 Wo.)CH | Erstveröffentlichung: 12. Juni 2015 mit LX      |
| 2019 | Obststand 2 Chapter ONE (UMG)       | DE1 (10 Wo.)DE | AT1 (8 Wo.)AT | CH2 (4 Wo.)CH | Erstveröffentlichung: 28. Juni 2019 mit LX      |
| 2023 | Obststand 3 187 Strassenbande (UMG) | DE5 (2 Wo.)DE | AT31 (1 Wo.)AT | CH17 (1 Wo.)CH | Erstveröffentlichung: 14. September 2023 mit LX |

### EPs
| Jahr | Titel Musiklabel              | Höchstplatzierung, Gesamtwochen, AuszeichnungChartplatzierungen (Jahr, Titel, Musiklabel, Platzierungen, Wochen, Auszeichnungen, Anmerkungen) | Höchstplatzierung, Gesamtwochen, AuszeichnungChartplatzierungen (Jahr, Titel, Musiklabel, Platzierungen, Wochen, Auszeichnungen, Anmerkungen) | Höchstplatzierung, Gesamtwochen, AuszeichnungChartplatzierungen (Jahr, Titel, Musiklabel, Platzierungen, Wochen, Auszeichnungen, Anmerkungen) | Anmerkungen                                                                                         |
| Jahr | Titel Musiklabel              | DE | AT | CH | Anmerkungen                                                                                         |
| ---- | ----------------------------- | --- | --- | --- | --------------------------------------------------------------------------------------------------- |
| 2016 | Safari Auf!Keinen!Fall! (UMG) | DE65 (3 Wo.)DE | AT64 (1 Wo.)AT | CH57 (1 Wo.)CH | Erstveröffentlichung: 16. Dezember 2016 auch als Teil des Boxsets Tannen aus Plastik veröffentlicht |
| 2019 | Leak EP Chapter ONE (UMG)     | DE22 (3 Wo.)DE | AT13 (1 Wo.)AT | CH33 (1 Wo.)CH | Erstveröffentlichung: 26. April 2019 mit LX                                                         |

## Singles

### Als Leadmusiker
| Jahr | Titel Album                                        | Höchstplatzierung, Gesamtwochen, AuszeichnungChartplatzierungen (Jahr, Titel, Album, Platzierungen, Wochen, Auszeichnungen, Anmerkungen) | Höchstplatzierung, Gesamtwochen, AuszeichnungChartplatzierungen (Jahr, Titel, Album, Platzierungen, Wochen, Auszeichnungen, Anmerkungen) | Höchstplatzierung, Gesamtwochen, AuszeichnungChartplatzierungen (Jahr, Titel, Album, Platzierungen, Wochen, Auszeichnungen, Anmerkungen) | Anmerkungen |
| Jahr | Titel Album                                        | DE | AT | CH | Anmerkungen |
| --- | -------------------------------------------------- | --- | --- | --- | --- |
| 2017 | 100k –                                             | — | — | — | Erstveröffentlichung: 29. Januar 2017 mit Bonez MC & Gzuz                                                              |
| 2018 | HaifischNikez Allstars Leak EP                     | DE3 Gold · (11 Wo.)DE | AT5 (10 Wo.)AT | CH9 (5 Wo.)CH | Erstveröffentlichung: 28. Dezember 2018 Verkäufe: + 200.000; mit LX feat. Bonez MC, Gzuz & Sa4                         |
| 2019 | Super Lemon Haze Leak EP                           | DE15 (3 Wo.)DE | AT27 (2 Wo.)AT | CH46 (1 Wo.)CH | Erstveröffentlichung: 29. März 2019 mit LX                                                                             |
| 2019 | Mercy Mercy Leak EP                                | DE11 (3 Wo.)DE | AT10 (3 Wo.)AT | CH38 (1 Wo.)CH | Erstveröffentlichung: 26. April 2019 mit LX                                                                            |
| 2019 | Perdono Obststand 2                                | DE6 (4 Wo.)DE | AT8 (3 Wo.)AT | CH14 (2 Wo.)CH | Erstveröffentlichung: 10. Mai 2019 mit LX feat. Gallo Nero & Gzuz                                                      |
| 2019 | Strassenbande Obststand 2                          | DE30 (2 Wo.)DE | AT51 (1 Wo.)AT | CH84 (1 Wo.)CH | Erstveröffentlichung: 20. Juni 2019 mit LX                                                                             |
| 2019 | 100 Round Drum Obststand 2                         | DE24 (2 Wo.)DE | AT31 (2 Wo.)AT | CH84 (1 Wo.)CH | Erstveröffentlichung: 25. Juni 2019 mit LX feat. Bonez MC, Gzuz & Sa4                                                  |
| 2019 | Skifahren Nonstop                                  | DE4 Platin · (26 Wo.)DE | AT3 Platin · (17 Wo.)AT | CH28 Platin · (5 Wo.)CH | Erstveröffentlichung: 15. November 2019 Verkäufe: + 450.000; mit The Cratez & Bausa feat. Joshi Mizu                   |
| 2020 | Hotbox –                                           | DE26 (2 Wo.)DE | AT37 (1 Wo.)AT | CH83 (1 Wo.)CH | Erstveröffentlichung: 20. März 2020 mit The Cratez & LX                                                                |
| 2021 | Vielen Dank –                                      | DE5 (5 Wo.)DE | AT4 (4 Wo.)AT | CH11 (3 Wo.)CH | Erstveröffentlichung: 20. Mai 2021 mit Bonez MC, LX & Sa4                                                              |
| 2022 | 187 Allstars ‘22 –                                 | DE3 (5 Wo.)DE | AT8 (3 Wo.)AT | CH14 (2 Wo.)CH | Erstveröffentlichung: 25. Februar 2022 mit Bonez MC, Gzuz, LX & Sa4                                                    |
| 2022 | Diskothek Kein Plan                                | DE52 (1 Wo.)DE | — | — | Erstveröffentlichung: 17. März 2022                                                                                    |
| 2022 | Druff! Kein Plan                                   | DE50 (1 Wo.)DE | — | — | Erstveröffentlichung: 21. April 2022                                                                                   |
| 2022 | Kein Plan                                          | DE41 (1 Wo.)DE | — | — | Erstveröffentlichung: 12. Mai 2022 feat. LX                                                                            |
| 2022 | Super Soaker Nonstop: NXTGEN                       | — | — | — | Erstveröffentlichung: 10. Juni 2022 mit Bounty & Cocoa & The Cratez feat. Joshi Mizu                                   |
| 2022 | Der Berg ruft –                                    | DE50 (5 Wo.)DE | AT71 (1 Wo.)AT | — | Erstveröffentlichung: 25. November 2022 mit Bausa & Joshi Mizu                                                         |
| 2023 | Ray Liotta –                                       | DE38 (2 Wo.)DE | AT57 (1 Wo.)AT | — | Erstveröffentlichung: 2. Februar 2023 mit LX                                                                           |
| 2023 | Freitags Obststand 3                               | DE— aDE | — | — | Erstveröffentlichung: 29. Juni 2023 mit LX                                                                             |
| 2023 | Dom Obststand 3                                    | DE— bDE | — | — | Erstveröffentlichung: 27. Juli 2023 mit LX                                                                             |
| 2023 | Mercedes Obststand 3                               | — | — | — | Erstveröffentlichung: 17. August 2023 mit LX feat. CIIIO                                                               |
| 2023 | Draußen Obststand 3                                | DE62 (1 Wo.)DE | — | — | Erstveröffentlichung: 31. August 2023 mit LX feat. Bonez MC                                                            |
| 2025 | Dumm Drunter & drüber                              | — | — | — | Erstveröffentlichung: 8. Mai 2025                                                                                      |
| 2025 | 30 Weiber Drunter & drüber                         | — | — | — | Erstveröffentlichung: 5. Juni 2025 feat. MC L da Vinte                                                                 |
| 2025 | Culo Drunter & drüber                              | — | — | — | Erstveröffentlichung: 10. Juli 2025 feat. Alim & Veysel                                                                |
| 2025 | Bonzeneltern Drunter & drüber                      | — | — | — | Erstveröffentlichung: 31. Juli 2025 feat. Gzuz                                                                         |
| Folgende Lieder erschienen nicht als Single, wurden aber durch das Album zum Download und Streaming bereitgestellt und konnten somit eine Platzierung erlangen: |                                                    | | | | |
| |                                                    | | | | |
| 2016 | Safari                                             | DE29 Platin · (19 Wo.)DE | AT41 (… Wo.)AT | CH51 (1 Wo.)CH | Charteinstieg: 23. Dezember 2016 Verkäufe: + 400.000; feat. Bonez MC & RAF Camora                                      |
| 2016 | Spielplatz Safari                                  | DE51 Gold · (1 Wo.)DE | — | CH70 (1 Wo.)CH | Charteinstieg: 23. Dezember 2016 Verkäufe: + 200.000; feat. Bonez MC                                                   |
| 2016 | Hakuna Matata Safari                               | DE67 (1 Wo.)DE | — | CH83 (1 Wo.)CH | Charteinstieg: 23. Dezember 2016                                                                                       |
| 2016 | Goldene Zeiten Safari                              | DE96 (1 Wo.)DE | — | — | Charteinstieg: 23. Dezember 2016                                                                                       |
| 2016 | 10 Jahre 187 Allstars EP                           | DE24 Gold · (9 Wo.)DE | — | CH52 (1 Wo.)CH | Charteinstieg: 23. Dezember 2016 Videoauskopplung: 29. Dezember 2016 Verkäufe: + 200.000; mit Bonez MC, Gzuz, LX & Sa4 |
| 2016 | Wieder vereint 187 Allstars EP                     | DE61 (1 Wo.)DE | — | — | Charteinstieg: 23. Dezember 2016 mit LX                                                                                |
| 2017 | Stress mit mir Kohldampf                           | DE41 (2 Wo.)DE | — | — | Videoauskopplung: 22. März 2017 Charteinstieg: 31. März 2017 feat. RAF Camora                                          |
| 2017 | Es rollt Kohldampf                                 | DE82 (1 Wo.)DE | — | — | Charteinstieg: 31. März 2017 feat. Gzuz & Tory Lanez                                                                   |
| 2017 | Gezogen, gezielt, geschossen, getroffen! Kohldampf | DE98 (1 Wo.)DE | — | — | Charteinstieg: 31. März 2017 feat. Gzuz                                                                                |
| 2017 | High Life Sampler 4                                | DE30 Gold · (5 Wo.)DE | AT67 (2 Wo.)AT | — | Charteinstieg: 21. Juli 2017 Verkäufe: + 200.000; mit Bonez MC & Gzuz feat. RAF Camora                                 |
| 2017 | 30er Zone Sampler 4                                | DE59 (3 Wo.)DE | — | — | Charteinstieg: 21. Juli 2017 mit LX & Sa4                                                                              |
| 2017 | Meine Message Sampler 4                            | DE75 (2 Wo.)DE | — | — | Charteinstieg: 21. Juli 2017                                                                                           |
| 2017 | Intro Sampler 4                                    | DE77 (2 Wo.)DE | — | — | Charteinstieg: 21. Juli 2017 mit LX & Sa4                                                                              |
| 2017 | 10 Dinger Sampler 4                                | DE84 (2 Wo.)DE | — | — | Charteinstieg: 21. Juli 2017 mit LX                                                                                    |
| 2019 | Lifestyle Leak EP                                  | DE62 (1 Wo.)DE | AT57 (1 Wo.)AT | CH100 (1 Wo.)CH | Charteinstieg: 3. Mai 2019 mit LX feat. Bonez MC                                                                       |
| 2019 | Dachterasse Obststand 2                            | DE73 (1 Wo.)DE | — | — | Charteinstieg: 5. Juli 2019 mit LX feat. Bonez MC                                                                      |
| 2019 | Wassermelone Obststand 2                           | DE81 (1 Wo.)DE | — | — | Charteinstieg: 5. Juli 2019 mit LX feat. Bonez MC                                                                      |
| 2019 | Bunkerplatz Obststand 2                            | DE87 (1 Wo.)DE | — | — | Charteinstieg: 5. Juli 2019 mit LX feat. Bonez MC                                                                      |
| 2019 | Schicker Schlitten Obststand 2                     | DE94 (1 Wo.)DE | — | — | Charteinstieg: 5. Juli 2019 mit LX feat. Gzuz                                                                          |
| 2021 | Alles nach Plan Sampler 5                          | DE5 (7 Wo.)DE | AT4 (6 Wo.)AT | CH14 (3 Wo.)CH | Charteinstieg: 21. Mai 2021 mit Bonez MC & Gzuz                                                                        |
| 2022 | Becher voll Schnapz Kein Plan                      | DE56 (1 Wo.)DE | — | — | Charteinstieg: 3. Juni 2022 feat. Bonez MC                                                                             |
| 2023 | Drysift Obststand 3                                | DE— cDE | — | — | Charteinstieg: 22. September 2023 mit LX                                                                               |

### Als Gastmusiker
| Jahr | Titel Album                         | Höchstplatzierung, Gesamtwochen, AuszeichnungChartplatzierungen (Jahr, Titel, Album, Platzierungen, Wochen, Auszeichnungen, Anmerkungen) | Höchstplatzierung, Gesamtwochen, AuszeichnungChartplatzierungen (Jahr, Titel, Album, Platzierungen, Wochen, Auszeichnungen, Anmerkungen) | Höchstplatzierung, Gesamtwochen, AuszeichnungChartplatzierungen (Jahr, Titel, Album, Platzierungen, Wochen, Auszeichnungen, Anmerkungen) | Anmerkungen                                                                                                 |
| Jahr | Titel Album                         | DE | AT | CH | Anmerkungen                                                                                                 |
| --- | ----------------------------------- | --- | --- | --- | --- |
| 2016 | Ohne mein Team Palmen aus Plastik   | DE7 ×4Vierfachplatin · (90 Wo.)DE | AT34 Gold · (… Wo.)AT | CH58 (26 Wo.)CH | Erstveröffentlichung: 6. September 2016 Verkäufe: + 1.615.000 Bonez MC & RAF Camora feat. Maxwell           |
| 2017 | Kontrollieren Anthrazit             | DE11 Platin · (32 Wo.)DE | AT32 Gold · (7 Wo.)AT | CH46 Gold · (4 Wo.)CH | Erstveröffentlichung: 26. April 2017 Verkäufe: + 425.000 RAF Camora feat. Bonez MC, Gzuz & Maxwell          |
| 2017 | Chardonnay Kaviar & Toast           | — | — | — | Erstveröffentlichung: 27. Oktober 2017 Joshi Mizu feat. Maxwell                                             |
| 2018 | Über Nacht Wolke 7                  | DE6 (6 Wo.)DE | AT6 (4 Wo.)AT | CH22 (3 Wo.)CH | Erstveröffentlichung: 18. Mai 2018 Gzuz feat. Bonez MC, Maxwell & Ufo361                                    |
| 2018 | Wake up Alle Freunde fett           | DE48 (3 Wo.)DE | — | — | Erstveröffentlichung: 13. Juli 2018 Gringo feat. Laruzo, Maxwell & Moe Phoenix                              |
| 2019 | Bon appétit Generation Beton        | DE86 (1 Wo.)DE | — | — | Erstveröffentlichung: 18. Oktober 2019 Sugar MMFK feat. LX & Maxwell                                        |
| 2020 | Bando (Remix) –                     | DE— dDE | AT— dAT | CH— dCH | Erstveröffentlichung: 14. Mai 2020 Anna feat. Maxwell                                                       |
| 2020 | Täter Encro                         | DE— eDE | — | — | Erstveröffentlichung: 5. Juni 2020 Brudi030 feat. Maxwell                                                   |
| 2021 | Mach keine Faxen Reset              | — | — | — | Erstveröffentlichung: 16. April 2021 Jalil feat. Joshi Mizu & Maxwell                                       |
| 2021 | Alles ok –                          | DE— fDE | — | — | Erstveröffentlichung: 11. November 2021 Sugar MMFK feat. Maxwell                                            |
| 2021 | Genau so eine Große Freiheit        | DE30 (4 Wo.)DE | — | CH42 (1 Wo.)CH | Erstveröffentlichung: 16. Dezember 2021 Gzuz feat. Maxwell                                                  |
| 2022 | Chodz –                             | — | — | — | Erstveröffentlichung: 28. Januar 2022 Verkäufe: + 50.000 Malik Montana feat. Maxwell & OLEK                 |
| 2022 | Three Kings –                       | — | — | — | Erstveröffentlichung: 5. Mai 2022 Diloman feat. Fux Ausserkontrolle & Maxwell                               |
| 2023 | Spring Break Hall of Fame           | — | — | — | Erstveröffentlichung: 30. März 2023 Frauenarzt feat. Maxwell & Joshi Mizu                                   |
| 2023 | Maschinen –                         | — | — | — | Erstveröffentlichung: 7. Juli 2023 Joshi Mizu feat. Maxwell                                                 |
| 2024 | Bar & Club –                        | — | — | — | Erstveröffentlichung: 17. Mai 2024 Fourty feat. Maxwell & Stacks102                                         |
| 2024 | Gibt’s nich Tinte & Tragik          | — | — | — | Erstveröffentlichung: 7. Juni 2024 Jalil feat. Maxwell                                                      |
| 2024 | Wir lassen es lodern –              | — | — | — | Erstveröffentlichung: 14. Juni 2024 Morgen feat. Maxwell                                                    |
| 2024 | Allstars 2024 Dopeboy Dreams        | DE87 (1 Wo.)DE | — | — | Erstveröffentlichung: 19. Dezember 2024 LX feat. AchtVier, Bonez MC, Gzuz, Maxwell & Sa4                    |
| 2025 | Whoopty Whoo –                      | — | — | — | Erstveröffentlichung: 24. Januar 2025 AchtVier feat. Frauenarzt & Maxwell                                   |
| 2025 | Sport –                             | — | — | — | Erstveröffentlichung: 14. Februar 2025 Lupo Kadafi feat. Don Alfonso & Maxwell                              |
| 2025 | Hotel Room –                        | — | — | — | Erstveröffentlichung: 6. März 2025 Blacha 2115 feat. Maxwell                                                |
| 2025 | Rainbow Daytona Keiner kriegt Kombi | — | — | — | Erstveröffentlichung: 29. Mai 2025 Alim & Veysel feat. Maxwell                                              |
| Folgende Lieder erschienen nicht als Single, wurden aber durch das Album zum Download und Streaming bereitgestellt und konnten somit eine Platzierung erlangen: |                                     | | | | |
| |                                     | | | | |
| 2016 | Model High & hungrig 2              | DE85 (1 Wo.)DE | — | — | Charteinstieg: 3. Juni 2016 Bonez MC & Gzuz feat. Maxwell                                                   |
| 2017 | Allstars Neue deutsche Quelle       | DE15 (3 Wo.)DE | AT40 (1 Wo.)AT | CH61 (1 Wo.)CH | Videoauskopplung: 10. November 2017 Charteinstieg: 17. November 2017 Sa4 feat. Bonez MC, Gzuz, LX & Maxwell |
| 2018 | Letzte Nacht Vulcano EP             | DE82 (1 Wo.)DE | AT71 (1 Wo.)AT | — | Charteinstieg: 12. Oktober 2018 Bonez MC feat. LX, Maxwell & Sa4                                            |
| 2020 | Ihr Hobby Hollywood                 | DE3 (7 Wo.)DE | AT3 (5 Wo.)AT | CH8 (2 Wo.)CH | Charteinstieg: 18. September 2020 Bonez MC feat. Maxwell                                                    |
| 2020 | 187 Gang Hollywood                  | DE52 (3 Wo.)DE | AT38 (4 Wo.)AT | — | Charteinstieg: 2. Oktober 2020 Bonez MC feat. LX, Gzuz, Maxwell & Sa4                                       |

## Musikvideos
| Jahr | Titel                  | Regie                                  |
| ---- | ---------------------- | -------------------------------------- |
| 2012 | 187 Allstars 2012      |                                        |
| 2013 | 32 Bars                |                                        |
| 2014 | Freitag                |                                        |
| 2015 | 32 Bars 2015           | Bonez MC                               |
| 2015 | Außer Kontrolle        |                                        |
| 2015 | Haifisch Nikez         |                                        |
| 2015 | Bademantel             |                                        |
| 2016 | Prollz                 | Akita Productions                      |
| 2016 | Ohne mein Team         | Shaho Casado                           |
| 2016 | 10 Jahre               | Akita Productions                      |
| 2017 | Gaspedal               | Akita Productions                      |
| 2017 | Diese beiden           |                                        |
| 2017 | Stress mit mir         | Shaho Casado                           |
| 2017 | Kontrollieren          | Shaho Casado                           |
| 2017 | Allstars               | Shaho Casado                           |
| 2018 | Über Nacht             |                                        |
| 2018 | Wake up                | Mdepict                                |
| 2018 | HaifischNikez Allstars | Shaho Casado                           |
| 2019 | Super Lemon Haze       | Mikis Fontagnier                       |
| 2019 | Mercy Mercy            |                                        |
| 2019 | Perdono                | Shaho Casado                           |
| 2019 | Strassenbande          |                                        |
| 2019 | Skifahren              | Deveroe, P90, Peazy86                  |
| 2020 | Hotbox                 | P90                                    |
| 2021 | Genau so eine          | Shaho Casado                           |
| 2022 | Chodz                  | Flying Digital Content / Marvin Julien |
| 2022 | 187 Allstars ‘22       | Shaho Casado                           |
| 2022 | Diskothek              | Aha Moh                                |
| 2022 | Druff!                 | Shaho Casado                           |
| 2022 | Kein Plan              | Aha Moh                                |
| 2022 | Super Soaker           | Tubby Schmusen                         |
| 2022 | Der Berg ruft          | Yeeiid                                 |
| 2023 | Ray Liotta             |                                        |
| 2023 | Freitags               | Pascal, Shafeeq                        |
| 2023 | Maschinen              | Maxwell, Joshi Mizu                    |
| 2023 | Dom                    | Shafeeq                                |
| 2023 | Mercedes               | Patrik, Shafeeq                        |
| 2024 | Gibt’s nich            | Bartosz Brylant                        |
| 2024 | Wir lassen es lodern   | Pascal Kerouche                        |
| 2024 | Allstars 2024          | Shaho Casado                           |
| 2025 | Whoopty Whoo           | Cut the Future                         |
| 2025 | Hotel Room             | Dominik Cebula                         |
| 2025 | Dumm                   | Bartosz Brylant                        |
| 2025 | Rainbow Daytona        | Ali, WSW Studios                       |
| 2025 | 30 Weiber              | Bartosz Brylant                        |
| 2025 | Bonzeneltern           | Pascal Kerouche                        |

## Promoveröffentlichungen
| Jahr | Titel                   | Anmerkungen                                       |
| ---- | ----------------------- | ------------------------------------------------- |
| 2013 | Ich mach was ich will – | Erstveröffentlichung: 9. Dezember 2013 mit Bozza  |
| 2013 | Nummer 1 –              | Erstveröffentlichung: 10. Dezember 2013 mit Bozza |
| 2013 | Mein Viertel –          | Erstveröffentlichung: 11. Dezember 2013 mit Bozza |

## Sonderveröffentlichungen

### Alben
| Jahr | Titel Musiklabel                            | Anmerkungen                                                                            |
| ---- | ------------------------------------------- | -------------------------------------------------------------------------------------- |
| 2017 | Balla Balla EP Auf!Keinen!Fall! (UMG)       | Erstveröffentlichung: 24. März 2017 Teil von Kohldampf (Limited Bucket Box)            |
| 2017 | Hühnchen und Bier EP Auf!Keinen!Fall! (UMG) | Erstveröffentlichung: 24. März 2017 mit Bozza; Teil von Kohldampf (Limited Bucket Box) |

### Lieder
| Jahr | Titel Album                             | Anmerkungen                                                                            |
| ---- | --------------------------------------- | -------------------------------------------------------------------------------------- |
| 2012 | Supersoakerdriveby Krampfhaft kriminell | Erstveröffentlichung: 16. November 2012 Bonez MC feat. Maxwell                         |
| 2014 | Leggaschmegga High & hungrig            | Erstveröffentlichung: 23. Mai 2014 Bonez MC & Gzuz feat. Maxwell                       |
| 2014 | Mit uns High & hungrig                  | Erstveröffentlichung: 23. Mai 2014 Bonez MC & Gzuz feat. Maxwell                       |
| 2014 | Joker Smoker Nettoblaster               | Erstveröffentlichung: 9. September 2014 Capuz feat. Maxwell                            |
| 2015 | Prollz Ebbe & Flut                      | Erstveröffentlichung: 9. Oktober 2015 · Gzuz feat. Maxwell; DE: Gold                   |
| 2016 | Einfach weiterfliegen High & hungrig 2  | Erstveröffentlichung: 27. Mai 2016 Bonez MC & Gzuz feat. Maxwell                       |
| 2016 | Model High & hungrig 2                  | Erstveröffentlichung: 27. Mai 2016 Bonez MC & Gzuz feat. Maxwell                       |
| 2016 | Ohne mein Team Palmen aus Plastik       | Erstveröffentlichung: 9. September 2016 Bonez MC & RAF Camora feat. Maxwell            |
| 2016 | Kafa Ich bin 2 Berliner                 | Erstveröffentlichung: 30. September 2016 Ufo361 feat. Maxwell                          |
| 2017 | Kontrollieren Anthrazit                 | Erstveröffentlichung: 25. August 2017 RAF Camora feat. Bonez MC, Gzuz & Maxwell        |
| 2017 | Chardonnay Kaviar & Toast               | Erstveröffentlichung: 10. November 2017 Joshi Mizu feat. Maxwell                       |
| 2017 | Allstars Neue deutsche Quelle           | Erstveröffentlichung: 10. November 2017 Sa4 feat. Bonez MC, Gzuz, LX & Maxwell         |
| 2018 | Über Nacht Wolke 7                      | Erstveröffentlichung: 25. Mai 2018 Gzuz feat. Bonez MC, Maxwell & Ufo361               |
| 2018 | Letzte Nacht Vulcano EP                 | Erstveröffentlichung: 5. Oktober 2018 Bonez MC feat. LX, Maxwell & Sa4                 |
| 2018 | Nicht für die anderen Vulcano EP        | Erstveröffentlichung: 5. Oktober 2018 Bonez MC & RAF Camora feat. Maxwell              |
| 2018 | Wake up Alle Freunde fett               | Erstveröffentlichung: 30. Dezember 2018 Gringo feat. Laruzo, Maxwell & Moe Phoenix     |
| 2019 | Beluga Ching Ching                      | Erstveröffentlichung: 13. September 2019 Joshi Mizu feat. Maxwell                      |
| 2020 | Noch n Schluck Blueberry Boyz           | Erstveröffentlichung: 17. Januar 2020 Estikay feat. Maxwell                            |
| 2020 | Bon appétit Generation Beton            | Erstveröffentlichung: 5. März 2020 Sugar MMFK feat. LX & Maxwell                       |
| 2020 | Täter Encro                             | Erstveröffentlichung: 5. Juni 2020 Brudi030 feat. Maxwell                              |
| 2020 | 187 Gang Hollywood                      | Erstveröffentlichung: 11. September 2020 Bonez MC feat. Gzuz, LX, Maxwell & Sa4        |
| 2020 | Ihr Hobby Hollywood                     | Erstveröffentlichung: 11. September 2020 Bonez MC feat. Maxwell                        |
| 2020 | Single Wohnung Anthem Hollywood Uncut   | Erstveröffentlichung: 30. Oktober 2020 Bonez MC feat. Gzuz & Maxwell                   |
| 2021 | Staub Inhale/Exhale                     | Erstveröffentlichung: 15. Januar 2021 LX feat. Maxwell                                 |
| 2021 | Mach keine Faxen Reset                  | Erstveröffentlichung: 26. März 2021 Jalil feat. Joshi Mizu & Maxwell                   |
| 2021 | Kapuze im Club Zukunft                  | Erstveröffentlichung: 16. Juli 2021 RAF Camora feat. Gzuz, LX, Maxwell & Sa4           |
| 2022 | Genau so eine Große Freiheit            | Erstveröffentlichung: 14. Januar 2022 Gzuz feat. Maxwell                               |
| 2022 | Playa Wesh                              | Erstveröffentlichung: 4. Februar 2022 Ahmad Amin feat. Maxwell                         |
| 2023 | Das ist Gang High & hungrig 3           | Erstveröffentlichung: 27. April 2023 Bonez MC & Gzuz feat. Maxwell                     |
| 2023 | Spring Break Hall of Fame               | Erstveröffentlichung: 31. März 2023 Frauenarzt feat. Maxwell & Joshi Mizu              |
| 2024 | Tysonschnitt Freitag der 13.            | Erstveröffentlichung: 13. Juni 2024 Gzuz feat. Maxwell & Sa4                           |
| 2024 | Gibt’s nich Tinte & Tragik              | Erstveröffentlichung: 5. Juli 2024 Jalil feat. Maxwell                                 |
| 2025 | Allstars 2024 Dopeboy Dreams            | Erstveröffentlichung: 30. Januar 2025 LX feat. AchtVier, Bonez MC, Gzuz, Maxwell & Sa4 |
| 2025 | Krieg Dopeboy Dreams                    | Erstveröffentlichung: 30. Januar 2025 LX feat. Maxwell                                 |
| 2025 | Rainbow Daytona Keiner kriegt Kombi     | Erstveröffentlichung: 30. Mai 2025 Alim & Veysel feat. Maxwell                         |

| Jahr | Titel Album                          | Anmerkungen                                                                               |
| ---- | ------------------------------------ | ----------------------------------------------------------------------------------------- |
| 2015 | Intro Der Sampler 3                  | Erstveröffentlichung: 30. Januar 2015 mit Bonez MC, Gzuz & Hasuna                         |
| 2015 | Einfach Der Sampler 3                | Erstveröffentlichung: 30. Januar 2015 mit Bonez MC & Gzuz                                 |
| 2015 | Lieblingszahl Der Sampler 3          | Erstveröffentlichung: 30. Januar 2015 mit Gzuz & Hasuna                                   |
| 2015 | Bademantel Der Sampler 3             | Erstveröffentlichung: 30. Januar 2015 mit Bonez MC                                        |
| 2015 | Freitag Der Sampler 3                | Erstveröffentlichung: 30. Januar 2015 mit Bonez MC                                        |
| 2015 | Bis die Lage eskaliert Der Sampler 3 | Erstveröffentlichung: 30. Januar 2015 mit Hasuna & Sa4                                    |
| 2017 | 10 Dinger Sampler 4                  | Erstveröffentlichung: 18. Juli 2017 mit LX                                                |
| 2017 | 30er Zone Sampler 4                  | Erstveröffentlichung: 18. Juli 2017 mit LX & Sa4                                          |
| 2017 | High Life Sampler 4                  | Erstveröffentlichung: 18. Juli 2017 mit Bonez MC & Gzuz feat. RAF Camora                  |
| 2017 | Intro Sampler 4                      | Erstveröffentlichung: 18. Juli 2017 mit LX & Sa4                                          |
| 2017 | Meine Message Sampler 4              | Erstveröffentlichung: 18. Juli 2017                                                       |
| 2017 | Mit Absicht Sampler 4                | Erstveröffentlichung: 18. Juli 2017 mit Bonez MC & LX                                     |
| 2020 | Skifahren Nonstop                    | Erstveröffentlichung: 28. Februar 2020 mit The Cratez & Bausa feat. Joshi Mizu            |
| 2021 | Alles nach Plan Sampler 5            | Erstveröffentlichung: 14. Mai 2021 mit Bonez MC & Gzuz                                    |
| 2021 | Ganxta im CD Regal Sampler 5         | Erstveröffentlichung: 14. Mai 2021 mit Bonez MC & Gzuz                                    |
| 2021 | GNRFT Sampler 5                      | Erstveröffentlichung: 14. Mai 2021 mit Bonez MC & LX feat. Big Toe                        |
| 2021 | High Sampler 5                       | Erstveröffentlichung: 14. Mai 2021 mit Bonez MC, Gzuz & LX                                |
| 2021 | Hotel Sampler 5                      | Erstveröffentlichung: 14. Mai 2021 mit Bonez MC & Sa4                                     |
| 2021 | Nauti Sampler 5                      | Erstveröffentlichung: 14. Mai 2021 mit Gzuz & Sa4                                         |
| 2021 | So muss sein! Sampler 5              | Erstveröffentlichung: 14. Mai 2021                                                        |
| 2022 | Super Soaker Nonstop: NXTGEN         | Erstveröffentlichung: 23. September 2022 mit Bounty & Cocoa & The Cratez feat. Joshi Mizu |

## Statistik

### Chartauswertung
|                     | DE    | AT    | CH    |
| ------------------- | ----- | ----- | ----- |
| Nummer-eins-Alben   | DE1DE | AT1AT | CH—CH |
| Top-10-Alben        | DE6DE | AT3AT | CH3CH |
| Alben in den Charts | DE8DE | AT8AT | CH8CH |

|                       | DE     | AT     | CH     |
| --------------------- | ------ | ------ | ------ |
| Nummer-eins-Singles   | DE—DE  | AT—AT  | CH—CH  |
| Top-10-Singles        | DE9DE  | AT9AT  | CH2CH  |
| Singles in den Charts | DE48DE | AT23AT | CH22CH |

### Auszeichnungen für Musikverkäufe
| Platin-Schallplatte - Polen - 2024: für die Single Chodz |

Anmerkung: Auszeichnungen in Ländern aus den Charttabellen bzw. Chartboxen sind in ebendiesen zu finden.
| Land/RegionAuszeichnungen für Musikverkäufe (Land/Region, Auszeichnungen, Verkäufe, Quellen) | Gold     | Platin       | Verkäufe  | Quellen                      |
| -------------------------------------------------------------------------------------------- | -------- | ------------ | --------- | ---------------------------- |
| Deutschland (BVMI)                                                                           | 5× Gold5 | 7× Platin7   | 3.800.000 | musikindustrie.de            |
| Österreich (IFPI)                                                                            | 2× Gold2 | Platin1      | 60.000    | ifpi.at Einzelnachweise      |
| Polen (ZPAV)                                                                                 | —        | Platin1      | 50.000    | olis.pl                      |
| Schweiz (IFPI)                                                                               | Gold1    | Platin1      | 30.000    | hitparade.ch Einzelnachweise |
| Insgesamt                                                                                    | 8× Gold8 | 10× Platin10 |           |                              |